# Russia Open 1995
Die Russia Open 1995 im Badminton fand vom 24. bis zum 27. August 1995 in Moskau statt. Das Preisgeld betrug 60.000 Dollar. Damit wurde das Turnier als 3-Sterne-Turnier in der Grand-Prix-Wertung eingestuft. 

## Sieger und Platzierte
| Disziplin    | Gold                              | Silber                         | Bronze                                   |
| ------------ | --------------------------------- | ------------------------------ | ---------------------------------------- |
| Herreneinzel | Hendrawan                         | Poul-Erik Høyer Larsen         | Indra Wijaya                             |
| Herreneinzel | Hendrawan                         | Poul-Erik Høyer Larsen         | Andrei Antropow                          |
| Dameneinzel  | Lidya Djaelawijaya                | Elena Rybkina                  | Marina Yakusheva                         |
| Dameneinzel  | Lidya Djaelawijaya                | Elena Rybkina                  | Irina Yakusheva                          |
| Herrendoppel | Jon Holst-Christensen Thomas Lund | Tony Gunawan Rudy Wijaya       | Neil Cottrill John Quinn                 |
| Herrendoppel | Jon Holst-Christensen Thomas Lund | Tony Gunawan Rudy Wijaya       | Andrei Antropow Nikolai Sujew            |
| Damendoppel  | Chen Ying Peng Xinyong            | Elena Rybkina Marina Yakusheva | Lisbet Stuer-Lauridsen Marlene Thomsen   |
| Damendoppel  | Chen Ying Peng Xinyong            | Elena Rybkina Marina Yakusheva | Ann Jørgensen Lotte Olsen                |
| Mixed        | Jens Eriksen Marlene Thomsen      | Chris Hunt Gillian Gowers      | Christian Jakobsen Lotte Olsen           |
| Mixed        | Jens Eriksen Marlene Thomsen      | Chris Hunt Gillian Gowers      | Vladislav Druzchenko Viktoria Evtushenko |